# Chloe Bailey

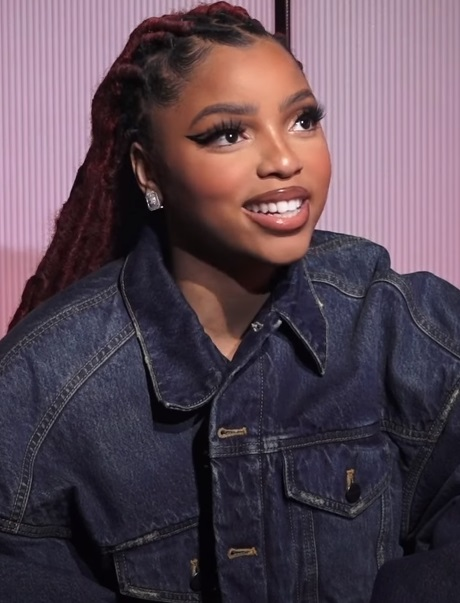
Chloe Bailey (2023)

Chloe Elizabeth Bailey (* 1. Juli 1998 in Mableton, Georgia), auch bekannt unter dem Mononym Chlöe, ist eine US-amerikanische Sängerin und Schauspielerin. Sie wurde bekannt als Teil des Duos Chloe x Halle mit ihrer Schwester Halle Bailey. 2021 veröffentlichte sie ihre erste Solo-Single Have Mercy.

## Karriere
Bailey wuchs in Mableton, Georgia gemeinsam mit ihrer jüngeren Schwester Halle Bailey auf und zog im Jahr 2012 nach Los Angeles. Während sie in Georgia lebte, hatte sie bereits kleine Rollen in Filmen wie Fighting Temptations und dem Disney Channel Original Movie Let It Shine – Zeig, was Du kannst!. Ihr Vater begann den beiden Schwestern das Schreiben von Liedern beizubringen, als seine Töchter zehn und acht Jahre alt waren. Als die Schwestern 13 und elf Jahre alt waren, eröffneten sie einen YouTube-Kanal, auf welchem sie ein Cover von Beyoncés Best Thing I Never Had veröffentlichten. Seit 2013 luden sie unter dem Namen Chloe x Halle weitere Coverversionen von Pop-Songs auf ihrem Kanal hoch. Das Duo war erstmals im April 2012 in der The Ellen DeGeneres Show zu sehen. Im September 2013 war Bailey während eines Cameoauftritts in der Disney-Channel-Serie Austin & Ally zu sehen.
Im Jahr 2018 erhielt Bailey eine Hauptrolle in der Serie Grown-ish, nachdem sie das Titellied der Serie, Grown, veröffentlichte.
Im August 2021 kündigte Bailey die Veröffentlichung ihrer ersten Solo-Single Have Mercy an. Diese dient als Lead-Single für ihr kommendes erstes Studioalbum. Am 12. September 2021 trat Bailey mit Have Mercy bei den MTV Video Music Awards 2021 auf. Die Single erreichte Platz 28 in den Billboard Hot 100.

## Diskografie

### Alben
| Jahr | Titel Musiklabel                           | Höchstplatzierung, Gesamtwochen, AuszeichnungChartsChartplatzierungen (Jahr, Titel, Musiklabel, Platzierungen, Wochen, Auszeichnungen, Anmerkungen) | Anmerkungen                                            |
| Jahr | Titel Musiklabel                           | US | Anmerkungen                                            |
| ---- | ------------------------------------------ | --- | ------------------------------------------------------ |
| 2023 | In Pieces Parkwood Entertainment           | US119 (1 Wo.)US | Erstveröffentlichung: 31. März 2023 Verkäufe: + 20.000 |
| 2024 | Trouble In Paradise Parkwood Entertainment | US— US | Erstveröffentlichung: 9. August 2024                   |

### Singles als Leadmusikerin
| Jahr | Titel Album         | Höchstplatzierung, Gesamtwochen, AuszeichnungChartplatzierungen (Jahr, Titel, Album, Platzierungen, Wochen, Auszeichnungen, Anmerkungen) | Höchstplatzierung, Gesamtwochen, AuszeichnungChartplatzierungen (Jahr, Titel, Album, Platzierungen, Wochen, Auszeichnungen, Anmerkungen) | Anmerkungen                                                                         |
| Jahr | Titel Album         | UK | US | Anmerkungen                                                                         |
| ---- | ------------------- | --- | --- | ----------------------------------------------------------------------------------- |
| 2021 | Have Mercy –        | UK72 (2 Wo.)UK | US28 Platin · (20 Wo.)US | Erstveröffentlichung: 10. September 2021 Verkäufe: + 1.040.000                      |
| 2022 | Treat Me –          | — | US81 (1 Wo.)US | Erstveröffentlichung: 8. April 2022                                                 |
| 2023 | Winter Wonderland – | — | US87 (2 Wo.)US | Erstveröffentlichung: 7. November 2023 Original: Richard Himber – Winter Wonderland |

Weitere Singles
- 2022: Surprise
- 2022: Freak Like Me
- 2022: For The Night (mit Latto)
- 2023: Pray It Away
- 2023: How Does It Feel (mit Chris Brown)
- 2023: In Pieces
- 2023: Cheatback (mit Future)
- 2024: FYS
- 2024: Boy Bye

### Singles als Gastmusikerin
| Jahr | Titel Album      | Höchstplatzierung, Gesamtwochen, AuszeichnungChartplatzierungen (Jahr, Titel, Album, Platzierungen, Wochen, Auszeichnungen, Anmerkungen) | Höchstplatzierung, Gesamtwochen, AuszeichnungChartplatzierungen (Jahr, Titel, Album, Platzierungen, Wochen, Auszeichnungen, Anmerkungen) | Anmerkungen                                    |
| Jahr | Titel Album      | UK | US | Anmerkungen                                    |
| ---- | ---------------- | --- | --- | ---------------------------------------------- |
| 2022 | You & Me DS4Ever | — | US72 (1 Wo.)US | Erstveröffentlichung: 7. Januar 2022 mit Gunna |

Weitere Veröffentlichungen
- 2022: Hello (mit Fivio Foreign, KayCyy)
- 2022: Gyalis (Shemix) (mit Capella Grey)
- 2022: Woman Of The Year (mit Calvin Harris, Stefflon Don, Coi Leray)
- 2022: Universal Love (mit The Game, Chris Brown, Cassie)
- 2022: Leak It (mit Ari Lennox)
- 2023: Mistaken (mit Libianca, Oxlade)
- 2023: Honey (mit BJ The Chicago Kid)
- 2023: Princess Cut (mit Offset)
- 2024: Vision (Remix) [mit Qing Madi]
- 2024: Nasty Girl Remix (mit Tinashe)
- 2024: Survive (mit Childish Gambino)

## Auszeichnungen für Musikverkäufe
| Goldene Schallplatte - Brasilien - 2024: für das Album In Pieces |

Anmerkung: Auszeichnungen in Ländern aus den Charttabellen bzw. Chartboxen sind in ebendiesen zu finden.
| Land/RegionAuszeichnungen für Musikverkäufe (Land/Region, Auszeichnungen, Verkäufe, Quellen) | Gold     | Platin  | Verkäufe  | Quellen             |
| -------------------------------------------------------------------------------------------- | -------- | ------- | --------- | ------------------- |
| Brasilien (PMB)                                                                              | Gold1    | —       | 20.000    | pro-musicabr.org.br |
| Vereinigte Staaten (RIAA)                                                                    | —        | Platin1 | 1.000.000 | riaa.com            |
| Kanada (MC)                                                                                  | Gold1    | —       | 40.000    | musiccanada.com     |
| Insgesamt                                                                                    | 2× Gold2 | Platin1 |           |                     |

## Filmografie
Filme
- 2003: Fighting Temptations (The Fighting Temptations)
- 2006: Noch einmal Ferien (Last Holiday)
- 2008: Meet the Browns
- 2009: Gospel Hill
- 2012: Joyful Noise
- 2012: Let It Shine – Zeig, was Du kannst! (Let It Shine)
- 2016: Beyoncé – Lemonade (Musikvideo)
- 2018: The Kids Are Alright (Kurzfilm)
- 2021: Why The Sun and the Moon Live in the Sky (Kurzfilm)
- 2022: Jane
- 2023: Praise This
- 2024: The Exorcism

Fernsehen
- 2013: Austin & Ally (Fernsehserie, Folge 2x24: Moon Week & Mentors)
- 2018–2022: Grown-ish (Fernsehserie, Hauptrolle)
- 2020: Black-ish (Fernsehserie, Folge 6x23: Love, Boat)
- 2023: Bienenschwarm (Swarm, Fernsehserie)

## Auszeichnungen
MTV Europe Music Awards
- 2022: in der Kategorie "Best R&B"

ASCAP Rhythm & Soul Music Awards
- 2023: in der Kategorie "Most Performed R&B/Hip-Hop/Rap Song" (für Have Mercy)